# Музей української майоліки (Трускавець)
Музей української майоліки — музей української кераміки XX століття в місті Трускавець Львівської області. Адреса музею: вул. Торосевича, 5.

## Опис
Музей української майоліки відкрито 1 листопада 2023 року в центрі міста Трускавець у будівлі Бювету мінеральної води № 1 на 120 м². Засновник музею колекціонер Олекесандр Блажевич. Логотип музею — Васильківський півник.
У музеї представлено близько 1500 експонатів. Це вироби Васильківського майолікового заводу (Київщина), Львівської експериментальної кераміко-скульптурної фабрики (ЛКСФ, Львівщина), Косівська мальована кераміка (Івано-Франківщина), Опішнянська кераміка (Полтавщина), кераміка з Хуста, Виноградова, Ужгорода (Закарпаття).

## Експонати

#### Васильківська майоліка
Колекція Дивних звірів виробництва Васильківського майолікового заводу авторства подружжя Протор'єва Валерія Семеновича та Протор'євої Надії Юхимівни. Колекція півників В. Протор'єва типу Півника з Бородянки.
Колекція робіт Марини Кривонос.
Глечики і тарілки відомих майстрів української кераміки Михайла Денисенка та Сергія Денисенка.

##### Маньковецька майоліка
Баранець виробництва Маньківського майолікового заводу «Колорит».

##### Вироби ЛКСФ
Лембик
Авторські тарілки Тетяни Музиченко.
Свічник авторства Уляни Ярошевич.
Декоративні тарелі Марії Курочки.

## У соціальних мережах
- Youtube канал
- Іnstagram канал
- Facebook сторінка
- Світлини на сторінці TurPravda[2]